# Oskari Jauhiainen
Heikki Oskari Jauhiainen, född 31 oktober 1913 i Kiminge, död 20 januari 1990 i Helsingfors, var en finländsk skulptör. 
Jauhiainen studerade 1938–1941 vid Finska konstföreningens ritskola under bland andra Felix Nylunds ledning. Han hade emellertid redan före studietiden framträtt som konstnär med bland annat skulpturer i trä i folklig stil och skapat en minnesstod över Juho Vesainen i Överkiminge (1936). Jauhiainen var påverkad av renässansens bildhuggarkonst och hans arbeten utmärkte sig för en enkel realism, fast plastisk formbehandling och drivet utförande. 
Bland Jauhiainens offentliga arbeten märks Agricolastoden i Åbo (1950) samt monument över stockflottare (Joensuu 1964), stuvare (Kotka 1966) och sjöfarare (Helsingfors 1968). I den förnyade tävlingen om Gustaf Mannerheims ryttarmonument (1954) fick Jauhiainen första och andra pris tillsammans med bildhuggaren Aimo Tukiainen. Jauhiainen har även utfört talrika hjältestatyer, gravmonument, småskulpturer och porträttbyster, till exempel ett självporträtt i brons (1947, Ateneum). Han tillhörde Oktobergruppen på 1930-talet och verkade som lärare vid Finlands konstakademis skola 1956–1965. Han tilldelades Pro Finlandia-medaljen 1956, professors titel 1967 och titeln konstens akademiker 1982. Ett museum som bär hans namn öppnades 1997 i Kiminge.